# 李宗儒
李宗儒（15世紀—16世紀），字希雍，雲南雲南府昆明縣人，明朝政治人物。

## 生平
李宗儒是成化十九年（1483年）的舉人，次年（1484年）聯捷進士，因父親逝世回鄉廬墓三年，服闋後獲授刑部主事，任內以平允稱；陞官員外郎，兄長李宗泗以南京監察御史入覲，二人同時謁見楊廷和，皆獲稱為人才，不久在任內去世，行李沒有餘物，只有《進退食》、《漫吟遺稾》一卷，金齒張志淳為他寫下墓志銘。

## 引用
1. 1 2  光緒《雲南府志·卷十二·人物志》：李宗儒 字希雍，幼穎悟留心理學，登成化甲辰進士，丁父艱哀毀骨立，廬墓三年。服闋授刑部主事，以平允稱，陞本部員外，兄宗泗以南台御史入覲同謁楊文忠，皆目為令器，後卒於官，囊無餘物，惟進退食、《漫吟遺稾》一帙，金齒張志淳為銘其墓。
2. ↑  光緒《雲南府志·卷十·選舉志》：歷朝進士……明……（成化）甲辰科李旻榜……李宗儒 昆明人，仕至主事……歷科舉人……明……（成化）癸卯科……李宗儒 應侄